# 叶蓓
叶蓓（1974年3月12日—），中国內地女歌手。

## 簡介
叶蓓七岁开始学钢琴，后就读中国音乐学院附中。高中毕业后，叶蓓考入中国音乐学院学习声乐。
1994年，叶蓓认识高晓松。1996年，高晓松在麦田音乐任音乐总监，而叶蓓成为麦田音乐第一位女歌手。然後，她参与高晓松个人作品集《青春无悔》录制，除与老狼合唱《青春无悔》之外，又独唱了三首歌《B小调雨后》、《白衣飘飘的年代》、《回声》。叶蓓更以独唱曲目《B小调雨后》赢得观众的认可，成为1996年最幸运的女歌手。
1997年6月，叶蓓大学毕业并获声乐学士学位。1997年9月，叶蓓开始录制第一张个人专辑。
1998年5月，叶蓓为迪士尼动画片《花木兰》演唱中文版主题曲《沉思》。
1999年1月推出首张个人专辑《纯真年代》。
2000年2月叶蓓与世界五大唱片公司之一的“华纳唱片”签订唱片合约，并与“麦田音乐”签订演艺合约。
2001年，叶蓓推出专辑《双鱼》。
2004年9月18日发行第三張专辑《幸福深处》。
2007年7月10日签约银基一帮行。
2008年1月17日发行第四张专辑《我要的自由》。
2017年11月，叶蓓推出了第五張专辑《流浪途中爱上你》。

## 音乐作品

### 专辑
- 纯真年代（1999年）
- 双鱼（2001年）
- 幸福深处（2004年）
- 我要的自由（2008年）
- 流浪途中爱上你（2017年）

### 單曲
- 我们好像在哪见过 （電視劇《咱们结婚吧》片尾曲）

## 電視劇
- 《拉手帮》扮演一位闲时好玩麻将的富贵人家太太

## 綜藝節目
- 《激情唱響》第二季

## 書籍
. 南寧: 接力出版社. 2010. ISBN 9787544811194.

## 獲獎與提名
▪ 2002-07    2002.CCTV-MTV音乐盛典颁奖盛典-内地最受欢迎歌曲    （提名）    
▪ 2002-03    中国歌曲排行榜“最佳专辑奖”    双鱼    （获奖）    
▪ 2002-02    MTV全球音乐电视台“中国内地最受欢迎歌手“    （提名）    
▪ 2002    “音乐风云榜”中荣获“年度十大金曲奖”    （获奖）    
▪ 2002    “音乐风云榜”-“年度女歌手飞跃大奖”    （获奖）    
▪ 2001-11    “雪碧我的选择---中国原创音乐流行榜”内地优秀金曲奖    （获奖）    
▪ 1999-12    北京音乐台“中国歌曲排行榜”-99年度第四季度十大金曲奖    我是谁    （获奖）    
▪ 1998-06    中央人民广播电台颁予的“全国听众最喜欢的歌手”称号    蒲公英    （获奖）    

## 外部連結
- 葉蓓的新浪微博